# 盧基 (馬林區)
50°44′21″N 28°54′57″E / 50.73917°N 28.91583°E
盧基（烏克蘭語：Луки），是烏克蘭北部的村莊，隸屬日托米爾州的科羅斯滕區。該村始建於1950年，面積1.85平方公里，海拔高度176米，2001年人口348，人口密度每平方公里188.01人。